# Rihpovec
Rihpovec – wieś w Słowenii, w gminie Trebnje. W 2018 roku liczyła 108 mieszkańców.